# Gogaran
Gogaran là một đô thị thuộc tỉnh Lori, Armenia. Dân số ước tính năm 2011 là 1469 người.